# Aldon D. Morris
Aldon Douglas Morris (* 1949) ist ein US-amerikanischer Soziologe, der als Leon Forrest Professor of Sociology and African American Studies an der Northwestern University in Chicago lehrt. Er ist (Stand 2021) amtierender Präsident der American Sociological Association (ASA). Morris ist für seine Forschungen zu Protest- und Soziale Bewegungen sowie zur Soziologie des W. E. B. Du Bois bekannt.
Morris machte 1972 einen A.A.(Associate of Arts)-Abschluss im Fach Soziologie am Olive-Harvey College in Chicago, 1974 das Bachelor-Examen an der Bradley University, 1977 den Master-Abschluss an der State University of New York, wo er 1980 zum Ph.D. promoviert wurde. Von 1980 bis 1988 war er als Assistant Professor, später als Associate Professor an der University of Michigan in Ann Arbor tätig, seit 1988 lehrt und forscht er an der Northwestern University, ab 2007 als Leon Forrest Professor of Sociology and African American Studies.
2023 wurde Morris in die American Academy of Arts and Sciences gewählt.

## Schriften (Auswahl)
- The Scholar Denied. W.E.B. Du Bois and the Birth of Modern Sociology. University of California Press, Oakland 2015, ISBN 978-0-520-27635-2.
- Oppositional consciousness. The subjective roots of social protest. University of Chicago Press, Chicago 2001, ISBN 0-226-50361-5 (herausgegeben mit Jane Mansbridge).
- Frontiers in social movement theory. Yale University Press, New Haven 1992, ISBN 0-300-05485-8 (herausgegeben mit Carol McClurg Mueller).
- The origins of the civil rights movement. Black communities organizing for change. Collier Macmillan und Free Press, London und New York 1984, ISBN